# Entrevernes
Entrevernes település Franciaországban, Haute-Savoie megyében. Lakosainak száma 197 fő (2022. január 1.). Entrevernes Bellecombe-en-Bauges, La Chapelle-Saint-Maurice, Duingt, Lathuile és Saint-Eustache községekkel határos.

## Népesség
A település népességének változása:
| Lakosok száma | 217  | 220  | 214  | 214  | 212  | 210  | 204  | 197  |
|               | 2013 | 2015 | 2017 | 2018 | 2019 | 2020 | 2021 | 2022 |